# Üzbegisztán címere

Üzbegisztán címere

Üzbegisztán címere egy szétterjesztett szárnyú, fehér színű sas, amely mögül egy sárga nap kel fel a zöldes színű táj felett. A címert, hasonlóan a kommunista időkben használthoz gyapot- és búzakoszorú övezi. Felül egy nyolcágú kék csillag egy fehér félholdat és csillagot helyeztek el, míg alul a nemzeti színű szalagon az ország latin vagy cirill betűs neve olvasható.